# تاسولتان باسيف
تاسولتان تازريتوفيتش باسيف (1947 - 2012) (بالروسية: Тасолтан Тазретович Басиев) هو فيزيائي روسي في مجال الضوئيات.

## مسيرته
ولد في عام 1947 في موسكو.
في عام 1972 تخرج من معهد هندسة الطاقة في موسكو.
ما بين 1972 و1984 كان يعمل في معهد ليبيديف الفيزيائي التابع للأكاديمية الروسية للعلوم.
عضو في لجنة الأكاديمية الروسية للعلوم لجوائز العلماء الشباب في الاتحاد الروسي، والمجلس العلمي للأكاديمية الروسية للعلوم في التحليل الطيفي للذرات والجزيئات، ومجلس تحرير المواد الضوئية والإلكترونيات الكمومية، وعضو في جمعية البصريات الأمريكية.
شارك في تأليف 412 عمل علمي، منها 36 مراجعة و 4 دراسات و 28 براءة اختراع.
في عام 1976 حصل على جائزة لينين كومسومول.